# Didymaea
Didymaea là một chi thực vật có hoa trong họ Thiến thảo (Rubiaceae).

## Loài
Chi Didymaea gồm các loài: